# Sissoi Veliki (1896)
Sissoi Veliky (en ruso: Сисой Великий, lit. 'Sísoes el Grande') fue un acorazado pre-dreadnought construido para la Armada Imperial Rusa en la década de 1890. La construcción del barco se vio empañada por problemas organizativos, logísticos y de ingeniería y se prolongó durante más de cinco años. Se le encargó en octubre de 1896 con un número alarmante de fallos de diseño y construcción, y sólo unos pocos de ellos fueron reparados durante su vida. Inmediatamente después de las pruebas en el mar, el Sissoi Veliky navegó hacia el mar Mediterráneo para participar en el bloqueo naval de Creta durante la guerra greco-turca de 1897. El 15 de marzo de 1897 sufrió una devastadora explosión de la torreta de popa que mató a 21 hombres. Después de nueve meses en los muelles de Tolón para reparaciones, el barco zarpó hacia el Lejano Oriente para reforzar allí la presencia rusa. En el verano de 1900, el Sissoi Veliky apoyó la campaña internacional contra la Rebelión de los Bóxers en China. Los marineros del Sissoi Veliky y del acorazado Navarin participaron durante más de dos meses en la defensa del Asedio de las Legaciones Internacionales en Beijing.
En 1902 el barco regresó a Kronstadt para ser reparado, pero se logró muy poco hasta que las primeras pérdidas de la Guerra Ruso-Japonesa de 1904-1905 provocaron la formación del Segundo Escuadrón del Pacífico. El escuadrón, a las órdenes de Zinovi Rozhéstvenski, fue enviado al Lejano Oriente unos meses después de su finalización para romper el bloqueo japonés de Port Arthur. Los japoneses capturaron el puerto mientras la escuadra estaba viajando hacia allí y su destino fue cambiado a Vladivostok. 
El Sissoi Veliky navegó hacia el Lejano Oriente con el resto de los acorazados del Báltico y participó en la Batalla de Tsushima el 27 de mayo de 1905. Sobrevivió al duelo de artillería diurno con los barcos del almirante Tōgō Heihachirō, pero sufrió graves daños y estaba embarcando agua. Durante la noche, los destructores japoneses alcanzaron el barco con un torpedo que dañó su dirección. A la mañana siguiente, el barco no pudo mantener la velocidad debido a las inundaciones y su tripulación se rindió a los cruceros mercantes armados japoneses.  El barco zozobró esa misma mañana con la pérdida de 47 tripulantes.